# 차이나타운 (싱가포르)
우차수(牛車水,牛车水,니우처수에이,ox-cart water,Niúchēshuǐ,말레이시아어:Kreta Ayer,타밀어:சைனா டவுன், )는 싱가포르의 차이나타운의 이름이며, 싱가포르 필수 여행 리스트(新加坡旅遊景點列表,新加坡旅遊景點) 중의 하나에 꼽힌다. 우차수(牛車水) MRT역이 있다.

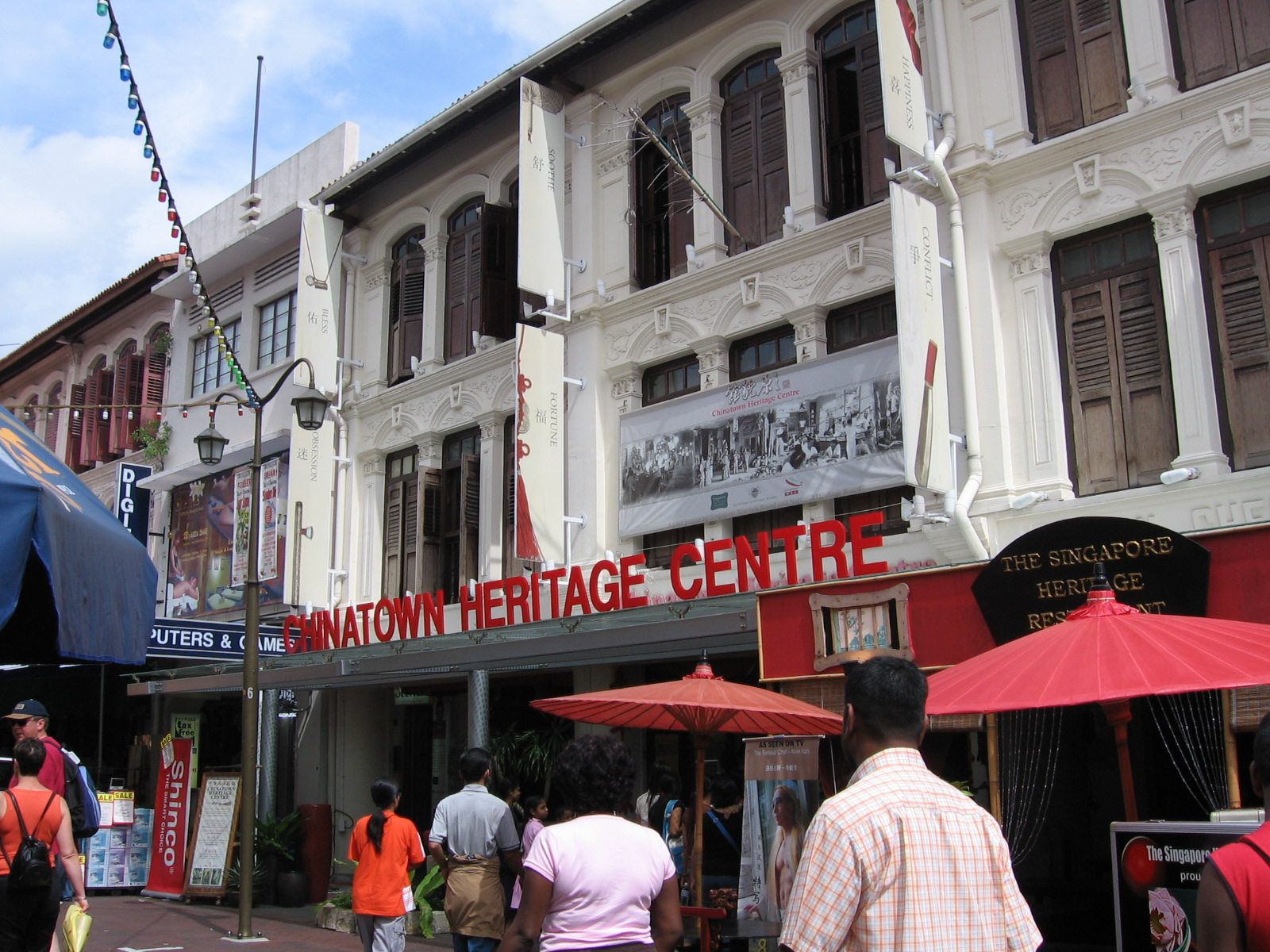
싱가포르 우차수(牛車水)

## 역사
전통적으로 중국인 화교(華人)는 모여 사는 관습이 있다고 한다. 싱가포르 화교의 역사는 1821년에 시작되었는데，광동성(广东) 출신을 중심으로 중국의 범선을 타고 난양(南洋)에 도착하여、싱가포르 강(新加坡河) 남쪽에 정착한 곳이 백 여년이 지난 현재의 우차수(牛車水)지역이다.

## 현황
싱가포르의 차이나타운은 중국 문화를 요소로 역사적으로 화교들이 모인 싱가포르 문화의 특징을 보여주고 있다. 싱가포르의 우트럼(Outram) 지역에 위치해 있다.
싱가포르의 가장 큰 인구 집단은 중국인계 화교이지만, 차이나타운 지역은 역사, 문화적으로 중요한 역할을 한다. 큰 지역은 국가 관광지구로 지정되어 건축 제한구역으로 되어 있다.(도시재개발)

## 지리
크레타 아예르(Kreta Ayer)는 차이나타운 우차수의 가장 큰 구역이다. 부킷 파소(Bukit Pasoh, 씨족거리("Street of Clans")로 알려져 있다)를 포함한 다른 구역은 수 많은 중국 문화의 유산을 볼 수 있다. 탄종 파가르(Tanjong Pagar)는 2차대전을 거친 곳이다.
텔록 아예르(Telok Ayer)는 차이나타운의 본거지로서, 종교 중심지이다.
이들은 모두 차이나타운의 문화 유산, 먹자골목, 야시장, 등으로서 관광 중심지가 되어 있다.

## 이름의 유래

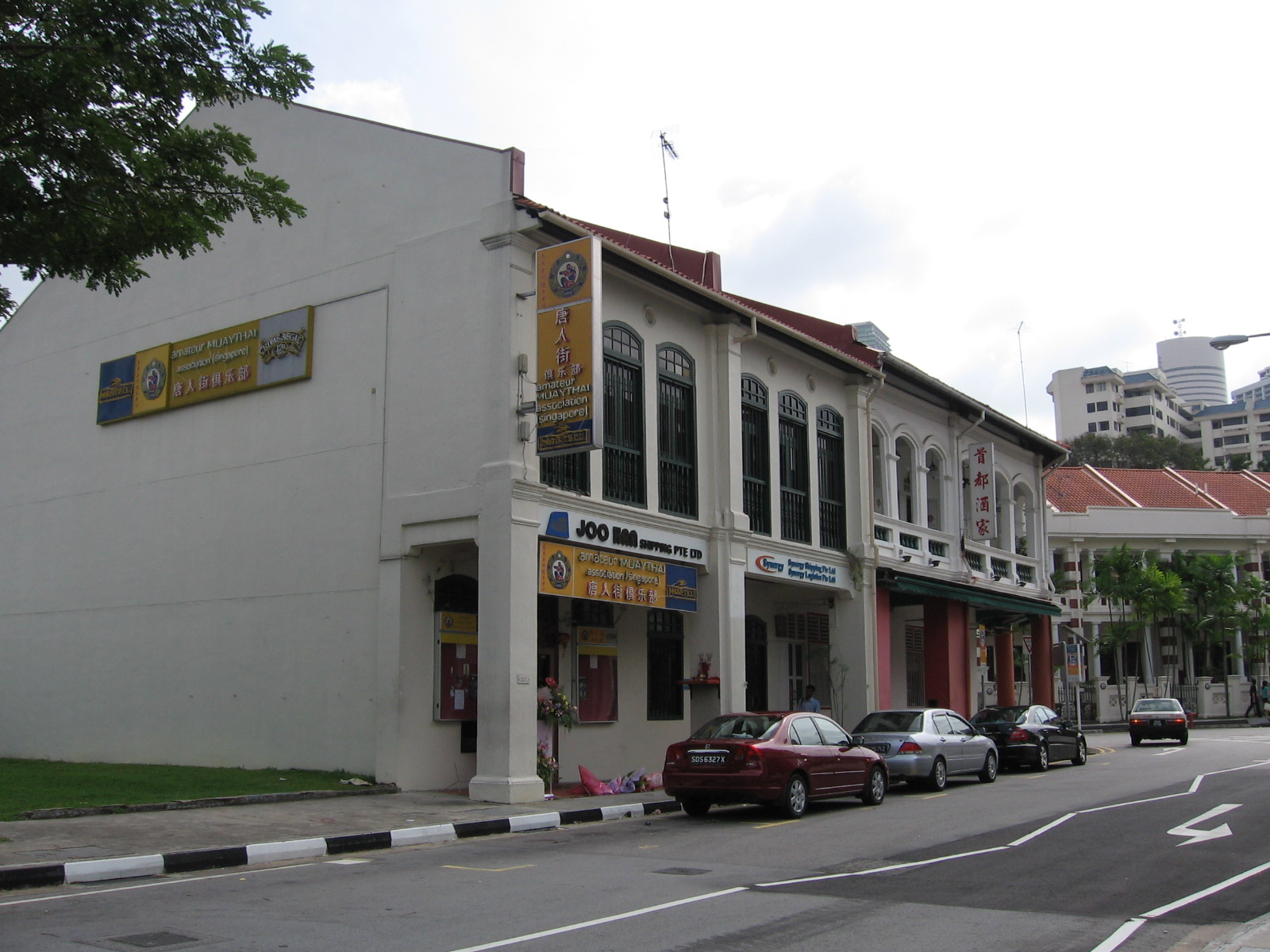
부킷 파소 거리는 1830년대 식민지 서쪽 경계에 있던 언덕 위에 있다.

중국어Niu che shui(우차수,중국어 간체자: 牛车水, 병음: Niúchēshuǐ, 직역: bull-cart water)는 그러한 위치를 반영하는 지명이다. 차이나 타운은 본래 19세기에 우차(우거) 수레로 물(水)을 공급받았는데, 말레이시아어로도 같은 의미로, 크레타 아예르(Kreta Ayer)라고 불렸다.
- 모스크 거리는 자마에 모스크에서 유래되었다. 사우스 브리지 길(South Bridge Road)의 끝에 있으며, 모스크는 1830년 출리아 무슬림(Chulia Muslims)이 남인도의 코로만델 해안(Coromandel coast)에서 와서 완성시켰다. 초기에 본 거리는 10 스테이블의 거리였다.
- 파고다 거리는 스리 마리암만 사원(Sri Mariamman Temple)에서 유래되었다. 1850년대와 1880년대에, 이 거리는 노예 시장(slave traffic)의 본거지였다. 쿨리 숙소(coolie quarters)와 아편 흡연도 있었다. 그 중 퀑 헙 위엔(Kwong Hup Yuen)은 No. 37을 차지하였다.
- 사고 레인, 사고 거리는 1840년대에 있었던 수많은 사고(sago) 공장들에서 유래되었다. 룸비아 속 야자에서 유래하였으며, 밀가루가 되어 케이크를 만드는 데 사용되었다.
- 스미스 거리는 세실 클레멘티 스미스 경(Sir Cecil Clementi Smith)에서 유래된 듯 하다. 1887년부터 1893년까지의 정부관료였다.
- 템플 거리는 Sri Mariamman Temple이 South Bridge Road 끝에 있어서 유래되었다. 과거 알메이다 거리(Almeida Street) 호아킴 달메이다(Joaquim d'Almeida)은 호세 달메이다(José D'Almeida)의 아들이었는데 그의 이름에서 유래되었다)으로 불렸으며, 템플 거리(Temple Street)와 트렝가누 거리(Trengganu Street)의 토지 일부를 소유자의 이름을 따온 것이었다. 1908년에 다른 곳의 D'Almeida의 이름을 따온 거리와 혼동을 피하기 위하여 개칭되었다.
- 트렝가누 거리은 싱가포르의 피카디리로 불렸고, 현재는 차이나 타운의 관광 지대의 중심부이다. 구 치아 취 와 코이(gu chia chui wah koi) 또는 킄레타 아예르의 교차로("the cross street of Kreta Ayer")라고도 불린다. 길을 건너면 스미스 거리와 사고 거리가 있다. 트렝가누는 현재 말레이시아 반도의 한 주(state)이다.

## 역사

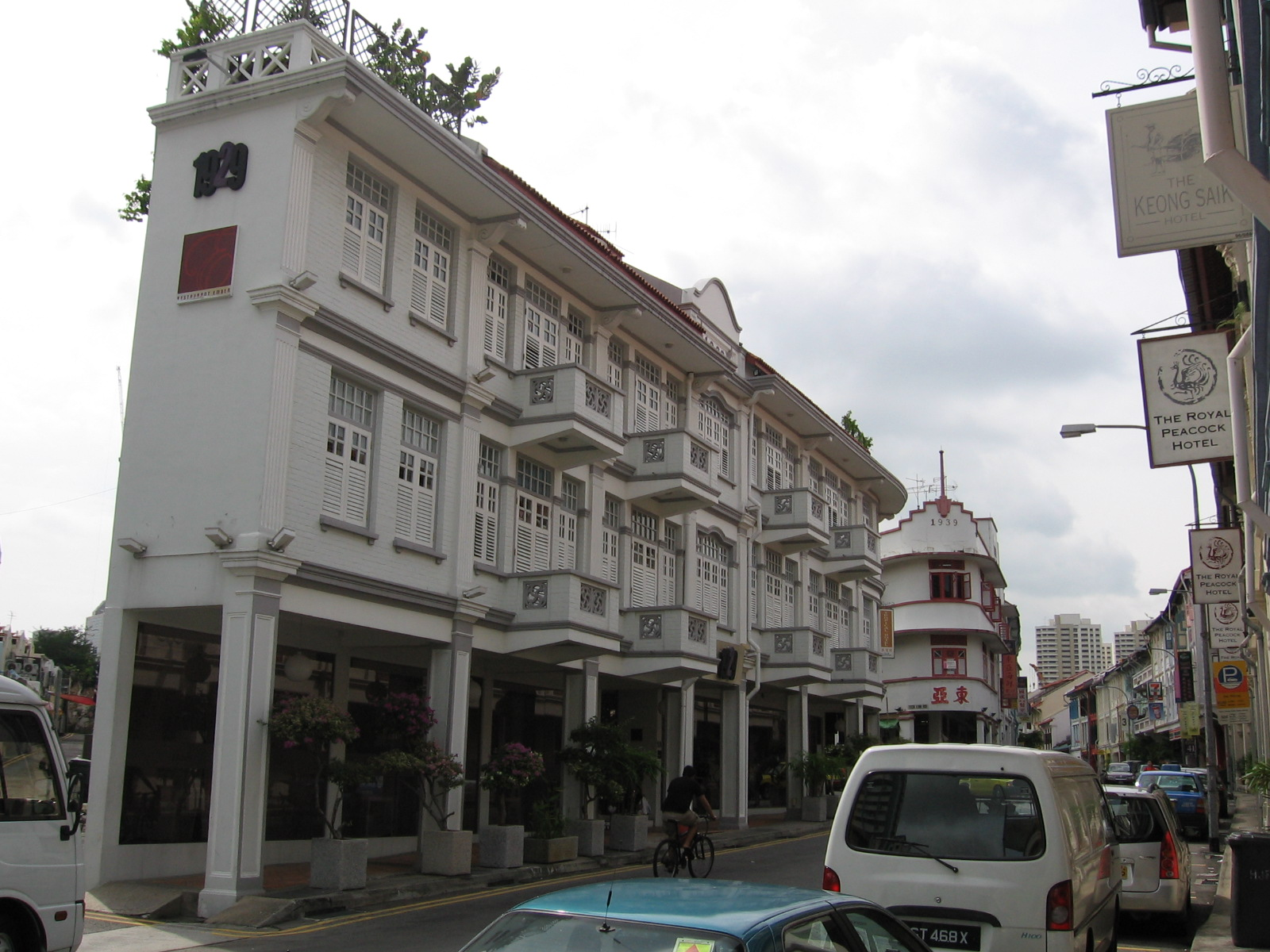
컹 사이크 길(Keong Saik Road)은 1960대 차이나타운의 홍등가였으나, 많은 부틱(boutique) 호텔들이 생기며 변화되었다.

왕 다위안(Wang Dayuan)은 테마섹(Temasek)(또는 Dan Ma Xi)로 불리던 싱가포르를 1330년에 방문하고 중국인들이 살고 있었다고 기록하였다. 싱가포르의 가장 역사 깊고 가장 큰 차이나타운이었다.
싱가포르의 라플스 계획으로, 이 지역은 본래 싱가포르의 식민지역이었다. 중국인 이민자들이 거주하다가, 싱가포르가 커지자 싱가포르의 다른 지역에 정착하여 차이나타운에 밀집되어, 1819년 싱가포르가 탄생하여 1960년대 정부계획이 시작되기까지 계속되었다.
1822년에는, 스탬포드 라플스 경이 타운 위원장이었던 캡틴 C. E. 데이비스(Captain C.E. Davis)와 조지 본햄(George Bonham), 알렉스 L. 존슨(Alex L. Johnson), 에스콰이어(Esquires), 및 위원들에게 글을 써, 안전하고 부유한 지역으로 만들어 보자고 제안하였다.
"캄퐁스"(kampongs)는 부기스(Bugis), 아랍인구역, 마린 야드(Marine Yard), 출리아스(Chulias), 말레이인구역, 시장(Markets)과 현재의 차이나타운인 화교 캄퐁스(Kampongs)로 구성되었다. 라플스의 명확한 지시와 가이드라인을 통해 도시의 구조를 결정했다. 5피트 길("five-foot way")를 예로 들면, 거리 양쪽에 계속되는 인도를 둘 것을 뜻하는데, 이는 필수 요건의 하나였다.
라플스는 중국인이 지역사회에서 다수를 차지할 것을 예견했다. 그래서 그는 싱가포르 강의 남서쪽 땅 모두를 그들에게 허락하고, 다른 구역은 회수하였고, 화재로 인해 결과적으로 그 구역이 차이나타운으로 구별되었다. 그러나, 1843년 이후 건물은 차이나타운의 실제적인 발전을 가져왔다.

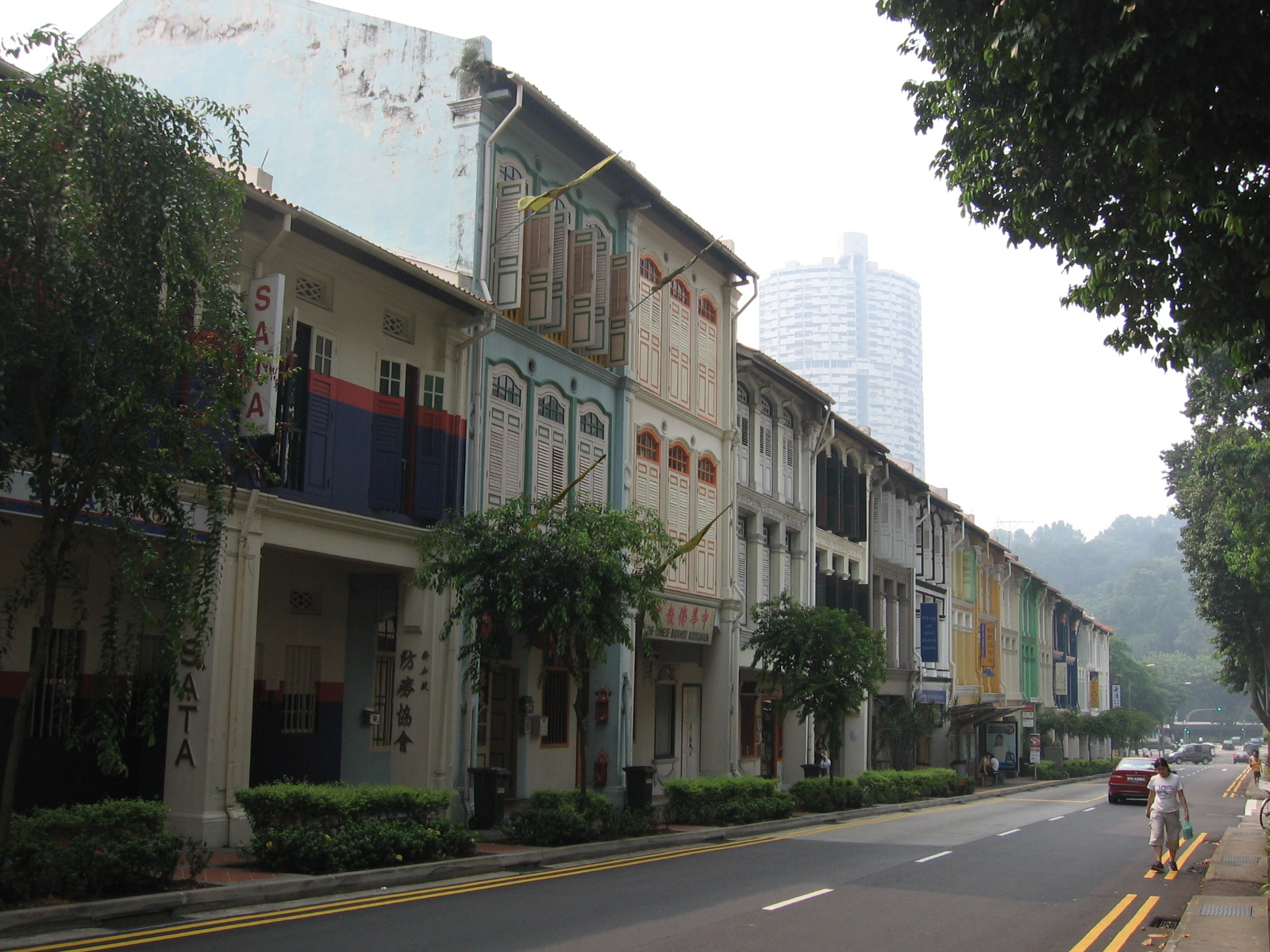
크레타 아예르 길(Kreta Ayer Road)는 1880년대 차이나타운의 홍등가였다.

다문화, 다양성의 영향력은 아직도 존재한다. 객가인들은 해블락 길(Havelock Road), 텔록 아예르 거리(Telok Ayer Street), 차이나 거리(China Street) 및 출리아 거리(Chulia Street)에 분포하며, 테오츄(Teochew)인들은 주로 순환로(Circular Road), 리버 밸리길(River Valley Road), 보트 키(Boat Quay) 및 사우스 브리지길(South Bridge Road)에서 상업에 종사한다. 광동인들은 사우스 브리지길(South Bridge Road), 어퍼 크로스 거리(Upper Cross Street), 뉴 브리지길(New Bridge Road) 및 부킷 파소길(Bukit Pasoh Road)에 흩어져 있다. 최근, 객가인들과 테오츄(Teochews)인들은 다른 지역으로 널리 흩어지고, 차이나타운의 주류는 광동인들이 되었다.
China Street의 중국어 이름은 캬우 컹 청(Kiau Keng Cheng) (도박 하우스 앞)과 혹 키엔 기 힌 콩 시 청(Hok Kien Ghi Hin Kong Si Cheng) (Hokkien Ghi Hin Kongsi 앞)이다. 교회
거리 (Church Street)는 피커링 거리(Pickering Street)의 연장인데 중국인들은 키안 컹 카우(Kian Keng Khau) (도박 하우스의 입구) 또는 응고 타이 티안 혹 쿙 카우(Ngo Tai Tiahn Hok Kiong Khau) (Tian Hok Temple의 5세대 입구)라고 부른다.
길드, 씨족, 무역협회, 자원봉사협회는 모두 꽁스(kongsi, 중국인 마피아의 일종, 문자적 의미는 "공유", "공단"임에도)라 불린다. 비밀스럽고 사악한 모임(hui)으로서 마피아는 잘 된 번역이다. 그러나, 비밀 사회인 삼합회 사회는 이민자들에게 직업 허가를 주면서 중국 만주에서 지원을 받는다.
사고 거리 편지-- 중국인들은 구 치아 취 히 흥 청(Gu Chia Chwi Hi Hng Cheng) (크레타 아예르 극장 앞)이라고 부르지만, 주로 죽음과 연관된다 --에서는 노년 여성을 이른 아침에 볼 수 있다. 콩나물과 개구리 피부가 이 여성들의 축복으로 여겨진다.
놀랍게도 다양한 중국인 사회의 주된 사원은 싱가포르 인도인 스리 마리암만 힌두 타밀 사원(Sri Mariamman Hindu Tamil Temple)과, 인도인 모스크 알 아브라르 모스크(Al-Abrar Mosque)인데 텔록 아예르 거리(Telok Ayer Street)에 있다. 자마에 모스크(Jamae Mosque)는 모스크 거리(Mosque Street)에 있는데, 1830년부터 1842년에는 객가인들의 티안 혹 컹 중국 사원(Thian Hock Keng Chinese Temple)이었던 곳이다.

## 건축

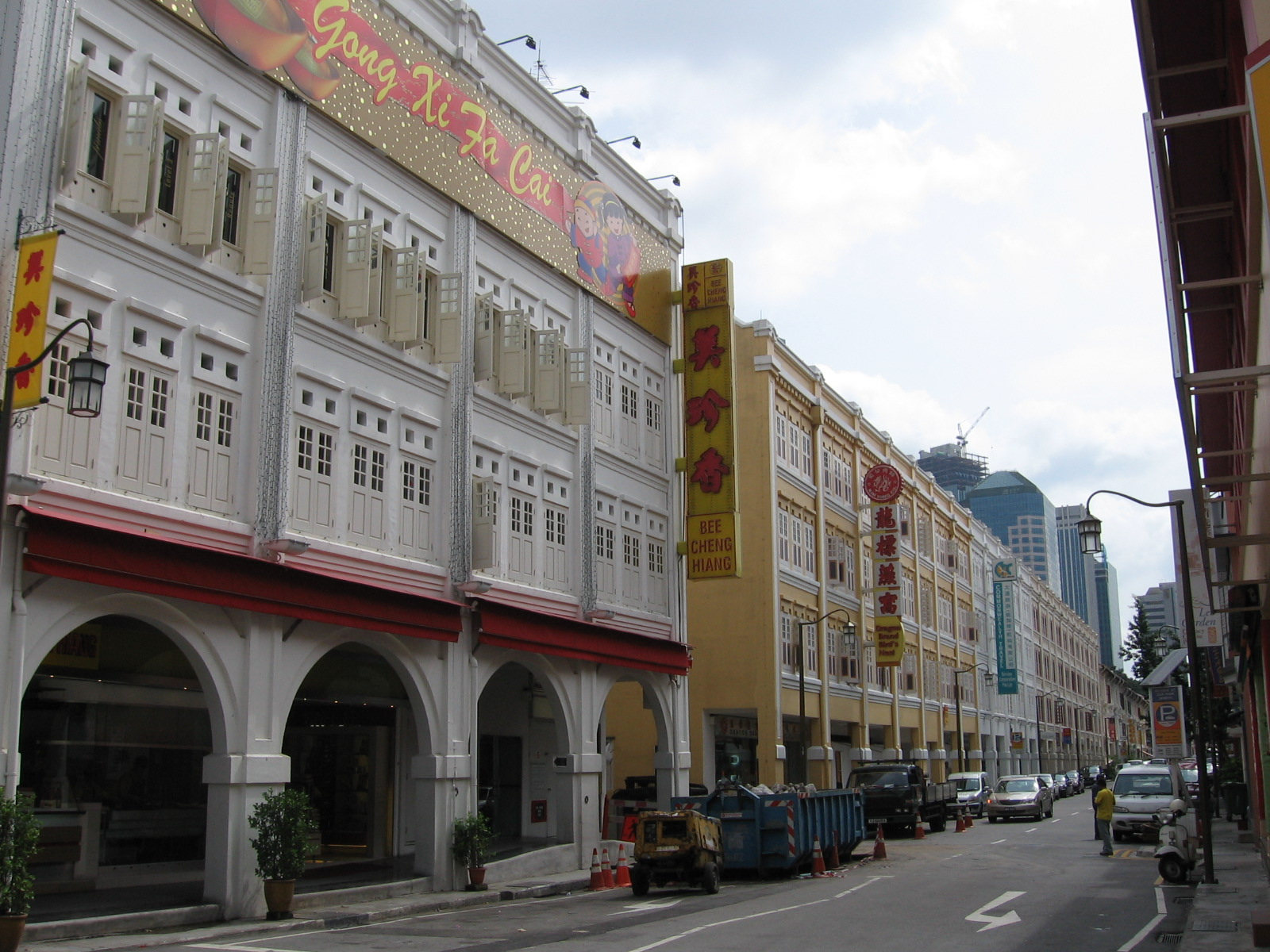
모스크 거리는 자마에 모스크가 사우스 브리지 길 끝에 있는 것에서 유래되었다.

차이나 타운의 건축물은, 특히 상점은, 바로크양식과 빅토리아양식의 여러 요소가 결합되어 있으며 쉽게 분류하기 어렵다. 대개 페인티드 레이디스(painted ladies)양식으로 지어지고 보수되었다. 이러한 양식은 파스텔 톤의 다양한 색깔을 만들어 냈다. 트렝가누 거리(Trengganu Street), 파고다 거리(Pagoda Street) 및 사원 거리(Temple Street)에서 그러한 예를 쉽게 찾을 수 있으며 크로스 거리(Cross Street) 및 클럽 거리(Club Street)의 집도 그러하다. 보트 키(Boat Quay)는 싱가포르 강을 따라 형성된 노예시장이었는데, 싱가포르 섬의 가장 혼합된 양식의 상점들이 많았다.
1843년, 파고다 거리가 생겨났다(대부분 3층). 싱가포르 개발 트러스트(Singapore Improvement Trust, SIT) 골목은 1935년 시작되었다.
건축물 형태는 이탈리안양식보다 테라스가 더 많은데, 에메랄드 힐(Emerald Hill), 페튼길(Petain Road에서 쉽게 예를 찾을 수 있다. 이러한 지중해 양식은 초기 중국 이민자들인 중국계 및 해협계(페라나칸) 모두에게 마카오, 말라카 및 고아의 포르투갈인들이 전해주었을 것이다. 남인도의 체티아(Chettiar)인들과 타밀인들은 이곳의 유럽건축물에 익숙했을 것이나, 어떤 경로로 이들이 차이나타운의 건축물에 영향을 주었을지는 확실하지 않다.
티 챕터 트레딩(탄종파가 헤리테지의 네일로드에 위치)은 예전에 영국의 엘리자베스 여왕이 직접 방문한 적이 있는 유서 깊은 곳이다. 여왕도 이곳의 동양적 분위기에 푹 빠지셨었다고 한다.

## 교통
차이나타운역이라는 MRT(Mass Rapid Transit) 역이 있다. 파고다 거리는 교통이 제한되어 있는데 그 중간에 MRT역이 있으며, 여러 버스노선이 지난다.

## 정치
크게 크레타 아예르(Kreta Ayer)-킴 성(Kim Seng) 구의 국회의원은 잘란 베사르 그룹 대표 선거구(Jalan Besar Group Representation Constituency)의 릴리 티르타사나 네오(Lily Tirtasana Neo, 인민행동당)가 2001년부터 담당하고 있다. 그 전에는 전 재정장관 리차드 후 츠 타우(Richard Hu Tsu Tau)였다. 차이나타운의 작은 부분은 탄종 파가르(Tanjong Pagar) 구역의 국회의원은 탄종 파가르 그룹 대표 선거구의 원로장관 리콴유가 1955년부터 담당하고 있다.

## 참고
- Norman Edwards, Peter Keys (1996), Singapore - A Guide to Buildings, Streets, Places, Times Books International, ISBN 9971-65-231-5
- Victor R Savage, Brenda S A Yeoh (2003), Toponymics - A Study of Singapore Street Names, Eastern Universities Press, ISBN 981-210-205-1

## 같이 보기
- Chinatowns in Asia
- Sylvia Sherry, author of Street of The Small Night Market set in Chinatown, Singapore.

## 주변
- 야이지에(亞逸街)